# Sphaerodactylus ramsdeni
Sphaerodactylus ramsdeni är en ödleart som beskrevs av  Ruibal 1959. Sphaerodactylus ramsdeni ingår i släktet Sphaerodactylus och familjen geckoödlor. Inga underarter finns listade i Catalogue of Life.